# Битяк, Юрий Прокофьевич
Ю́рий Проко́фьевич Битя́к (укр. Юрій Прокопович Битяк; 28 апреля 1949, село Березняки, Смелянский район, Черкасская область — 28 марта 2023) — советский и украинский учёный-правовед, специалист в области административного права. Доктор юридических наук (2006), профессор (1994), академик НАПрН Украины (2008). Заслуженный деятель науки и техники Украины (2007) и лауреат Государственной премии Украины в области науки и техники (2012).
Заведующий кафедрой административного права (1990—2015), проректор по учебной работе (2007—2010), первый проректор Национального юридического университета имени Ярослава Мудрого (2010—2021). Директор НИИ государственного строительства и местного самоуправления НАПрН Украины (2000—2012) и академик-секретарь отделения государственно-правовых наук и международного права НАПрН Украины (с 2008).

## Биография
Родился в селе Березняки Смелянского района (ныне Черкасский) Черкасской области. В 1968—1970 годах проходил срочную службу в Вооружённых Силах. В 1974 году окончил Харьковский юридический институт. Работал следователем прокуратуры Сосновского района г. Черкассы. Одновременно учился в аспирантуре юридического института, которую окончил в 1977 году.
С 1978 года работал в институте ассистентом, старшим преподавателем, доцентом, профессором. С 1990 года заведующий кафедрой административного права Национального университета «Юридическая академия Украины им. Ярослава Мудрого».
В 2000—2011 годах директор Научно-исследовательского института государственного строительства и местного самоуправления НАПРН Украины. С 2007 года на должности проректора по учебной работе Национального юридического университета имени Ярослава Мудрого, а с 2010 по июль 2021 года — первый проректор этого университета. С июля 2021 года — профессор кафедры административного права университета.
В 1979 году защитил диссертацию на соискание ученой степени кандидата юридических наук по теме «Гарантии обеспечения законности актов органов советского государственного управления». В 2006 году диссертацию на соискание ученой степени доктора юридических наук на тему «Государственная служба в Украине: проблемы становления, развития и функционирования».
В 2000 году избран членом-корреспондентом Академии правовых наук Украины, с 2008 года — действительный член (академик), академик-секретарь отделения государственно-правовых наук и международного права НАПРН Украины.
Умер 28 марта 2023 года в возрасте 73 лет.

## Научно-педагогическая деятельность

### Учёные степени и звания
Диссертацию на соискание учёной степени кандидата юридических наук по теме «Гарантии обеспечения законности актов органов советского государственного управления» Юрий Прокофьевич защитил Институте государства и права АН Украинской ССР в 1979 году под научным руководством профессора О. М. Якубы. В диссертации рассматривались три аспекта связанных с актами государственного управления: их место в системе правовых актов, конституционные гарантии обеспечения их законности и гарантирование законности актов органов управления с помощью контроля со стороны прокуратуры. Официальными оппонентами Ю. П. Битяка были — профессор А. Е. Лунёв и доцент Л. В. Коваль. В том же году Битяку была присвоена соответствующая учёная степень.
В 2006 году защитил диссертацию на соискание учёной степени доктора юридических наук.
В 1983 году Юрий Прокофьевичу было присвоено учёное звание доцента, а в 1994 году — профессора. В 2000 году Ю. П. Битяк был избран членом-корреспондентом, а восемь лет спустя — действительным членом Академии правовых наук Украины (с 2010 года — Национальной).

### Научно-педагогическая деятельность
По состоянию на 2019 год Юрий Прокофьевич был научным руководителем у 26 кандидатов юридических наук и научным консультантов у 6 докторов юридических наук.

## Награды
Юрий Прокопович был удостоен следующих наград, почётных званий и премий:
- Государственная премия Украины в области науки и техники (18 мая 2012) — «за цикл научных трудов „Правовая система Украины: история, состояние, перспективы“ в пяти томах — Х: Право, 2008»[9];
- орден князя Ярослава Мудрого V степени (23 июля 2018) — «за весомый личный вклад в развитие отечественной правовой науки, многолетнюю плодотворную научную деятельность и высокий профессионализм»[10];
- орден «За заслуги» III степени (15 мая 2003) — «за весомые личные заслуги в развитии отечественной науки, создание национальных научных школ, укрепление научно-технического потенциала Украины и по случаю Дня науки»[11];
- почётное звание «Заслуженный деятель науки и техники Украины» (16 мая 2007) — «за весомый личный вклад в развитие отечественной науки, укрепление научно-технического потенциала Украины, подготовку научных кадров, многолетнюю плодотворную научную деятельность»[12];
- юбилейная медаль «25 лет независимости Украины» (19 августа 2016) — «за значительные личные заслуги в становлении независимой Украины, утверждении ее суверенитета и укреплении международного авторитета, весомый вклад в государственное строительство, социально-экономическое, культурно-образовательное развитие, активную общественно-политическую деятельность, добросовестное и безупречное служение Украинскому народу»[13][14];
- юбилейная медаль «За воинскую доблесть. В ознаменование 100-летия со дня рождения Владимира Ильича Ленина» (1970);
- Почётная грамота Верховной рады Украины[укр.] (2009);
- почётное звание «Отличник образования Украины» (1999);
- почётное звание «Почётный гражданин Харьковской области» (2020)[15];
- почётное отличие Харьковского городского головы «За старательность» (2003 или 2004)[16];
- премия имени Ярослава Мудрого, в номинации «За выдающиеся достижения в научно-исследовательской деятельности по проблемам правоведения» (2004);
- премия имени Ярослава Мудрого, в номинации «За подготовку и издание учебников для студентов юридических специальностей высших учебных заведений» (2011);
- отличие Национальной академии наук Украины «За подготовку научной смены» (23 мая 2017)[17];
- золотая медаль Национальной академии правовых наук Украины (28 августа 2020)[18];
- почётное звание «Заслуженный профессор Национального юридического университета имени Ярослава Мудрого» (2014);
- почётный знак «Национального юридического университета имени Ярослава Мудрого II степени» (18 ноября 2019)[19];
- почётный знак «Национального юридического университета имени Ярослава Мудрого III степени» (2014);
- почётны знак «орден „За заслуги“ III степени» Союза юристов Украины[укр.] (8 октября 2016) — «за весомый личный вклад в реализацию государственной правовой политики, укрепление законности и правопорядка, развитие юридической науки, многолетний плодотворный труд и высокий профессионализм»[20].

#### Издание к 70-летию Ю. П. Битяка
- Юрій Прокопович Битяк: творчий шлях, осяяний добротою (з нагоди 70-річчя вченого) (укр.) / Упоряд. Н. Б. Писаренко, Д. В. Лученко; Нац. юрид. ун-т ім. Ярослава Мудрого. — Харків: Право, 2019. — 416 с. — ISBN 978-966-937-672-5.

#### Статьи о Ю. П. Битяке в справочниках и периодических изданиях
- Горбатенко В. П. Битяк Юрій Прокопович // Енциклопедія сучасної України (укр.). — Киев: НАН України, Наукове товариство ім. Шевченка, Інститут енциклопедичних досліджень НАН України, 2003. — Т. 2. — 871 с. — ISBN 978-966-02-2681-0.
- Горбатенко В. П. [leksika.com.ua/13171118/legal/bityak Битяк Юрій Прокопович] // Юридична енциклопедія[укр.] (укр.) / Редкол.: Ю. С. Шемшученко (голова) та ін. — Киев: «Юридична думка», 2011. — Т. 1. — 656 с. — ISBN 978-966-8602-95-5.
- Битяк Юрій Прокопович // Професори Національного юридичного університету імені Ярослава Мудрого (укр.) / редкол.: В. Я. Тацій (голова) та ін.. — Х.: Право, 2014. — С. 55—56. — 192 с. — ISBN 978-966-458-700-3.
- 60-річчя академіка АПрН України Ю. П. Битяка (укр.) // Право України : журнал. — 2009. — № 4. — С. 181—182. — ISSN 0132-1331.

#### Прочее
- Підготовка і атестація науково-педагогічних кадрів у Національній юридичній академії України імені Ярослава Мудрого (1805—2005 роки) (укр.) / Панов М. І. (кер. авт. кол) та ін.. — Х.: Право, 2006. — 576 с. — ISBN 966-8467-82-5.
- Національна юридична академія України імені Ярослава Мудрого. 1804—2009 (укр.) / Ред. кол.: В. Я. Тацій, В. В. Сташис, А. П. Гетьман. — Х.: Право, 2009. — 464 с. — ISBN 978-966-458-140-7.
- Національний юридичний університет імені Ярослава Мудрого 1804—2014 (укр.) / редкол.: В. Я. Тацій (голов. ред.), Ю. П. Битяк, А. П. Гетьман. — Х.: Право, 2014. — 616 с. — ISBN 978-966-458-702-7.

1. ↑  Юрій Прокопович Битяк: творчий шлях, осяяний добротою (з нагоди 70-річчя вченого), 2019.